# Piracétam
Le piracétam est une molécule nootropique dérivée de la pyrrolidone. Il est un dérivé cyclique de GABA (acide gamma-aminobutyrique), commercialisé sous le nom de Nootropyl (générique) puis Piracétam. Etudié dans les années 1950 et 1960, il a été synthétisé en 1964 par Corneliu E. Giurgea.
Le Piracétam est classé par la revue Prescrire dans sa liste de « médicaments autorisés plus dangereux qu'utiles ».

## Synthèse
La synthèse commence à partir de la 2-pyrrolidone qui, après une déprotonation au moyen d'hydrure de sodium, est mise à réagir avec du chloroacétate d'éthyle (de). L'étape suivante est la conversion de l'ester en amide au moyen d'ammoniac. Une synthèse en une seule étape est possible par l'utilisation de chloroacétamide :

## Propriété et utilisation
Le piracétam a une action au niveau de l'encéphale de telle sorte à augmenter son oxygénation, à améliorer les neurotransmissions cholinergique, gabaergique et glutamatergique, aussi à activer les modulateurs allostériques AMPA, GluA2 et GluA3 qui peuvent augmenter l'influx d'ions calcium dans les neurones et finalement à augmenter la densité des sites de liaison du récepteur AMPA. En termes plus concis, cela signifie que cette molécule œuvre au bon fonctionnement cognitif.
Ce médicament est préconisé en vue d'améliorer la mémoire ainsi que l'attention et la concentration. Des expériences ont démontré que le piracétam améliore l'efficience de la connectivité inter-hémisphérique par une stimulation du corps calleux avec pour conséquence une augmentation de l'idéation. Le piracétam, pris en association avec des cholines, améliore la fonction cognitive en augmentant la production de l'acétylcholine et prévient les maux de tête.

### Mémoire
À la suite d'une certaine prise (3x4 capsules à 400 mg) par jour de piracétam pendant 14 jours, des améliorations de la mémoire à court terme ont été notées.

### Anti-amnésique
Une étude montre que le piracétam peut réduire l'effet amnésiant du diazépam, de la scopolamine et des électrochocs chez la souris.

### Dyslexie
Des études en 1986-1987 concernant l’utilisation du piracétam ont montré des améliorations significatives dans la capacité de lecture et dans la mémoire verbale,.

## Indications et prescription
Chez l'adulte, ce médicament est indiqué non seulement dans le traitement d'appoint de troubles mineurs chroniques (cognitifs et neuro-sensoriels) liés au vieillissement mais aussi dans le traitement symptomatique des vertiges lorsque ces derniers ne sont pas occasionnés par une atteinte de l'oreille interne. Quant à la maladie d'Alzheimer et aux autres dégénérescences nerveuses qui conduisent à la démence, d'autres traitements symptomatiques plus efficaces existent, bien que dans les maladies associant des troubles de la mémoire et un syndrome parkinsonien (tremblements) les inhibiteurs de l'acétylcholinestérase peuvent aggraver cet état, ce qui n'aurait pas lieu avec le piracétam.  Le piracétam peut être également prescrit chez l'enfant de plus de 30 kg (soit à partir d'environ 10 ans) si celui-ci est dyslexique.
D'une manière générale, le piracétam se présente sous la forme d'un comprimé pelliculé de 800 mg sécable en deux et la dose maximale journalière s'élève à 2 400 mg en trois prises (une le matin au petit-déjeuner, une autre le midi durant le repas et une dernière le soir au dîner. Cette posologie est celle qui est habituellement fixée dans le traitement des troubles mineurs liés au vieillissement). Les formes buvables sont les plus adaptées pour les enfants dyslexiques.
Il est vivement déconseillé de prendre ce médicament s'il existe une allergie connue à l'un ou à plusieurs constituants du comprimé.
Les sujets ayant déjà souffert d'insuffisance rénale et/ou d'hémorragie cérébrale doivent proscrire le piracétam ou bien le signaler au médecin qui lui a prescrit ou délivré le médicament.

## Effets indésirables
- Troubles nerveux : nervosité, agitation, instabilité, insomnie.
- Troubles gastro-intestinaux : nausées, vomissements, diarrhée, maux d'estomac.